# Peromyscus polionotus
Peromyscus polionotus là một loài động vật có vú trong họ Cricetidae, bộ Gặm nhấm. Loài này được Wagner mô tả năm 1843.

## Hình ảnh

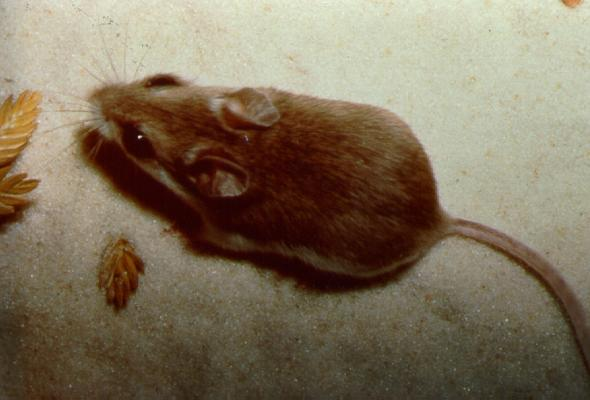
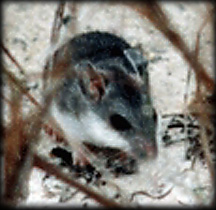
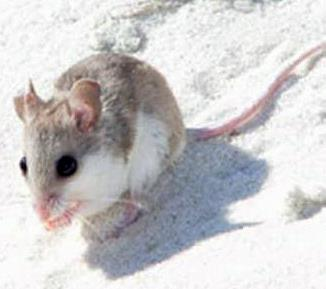
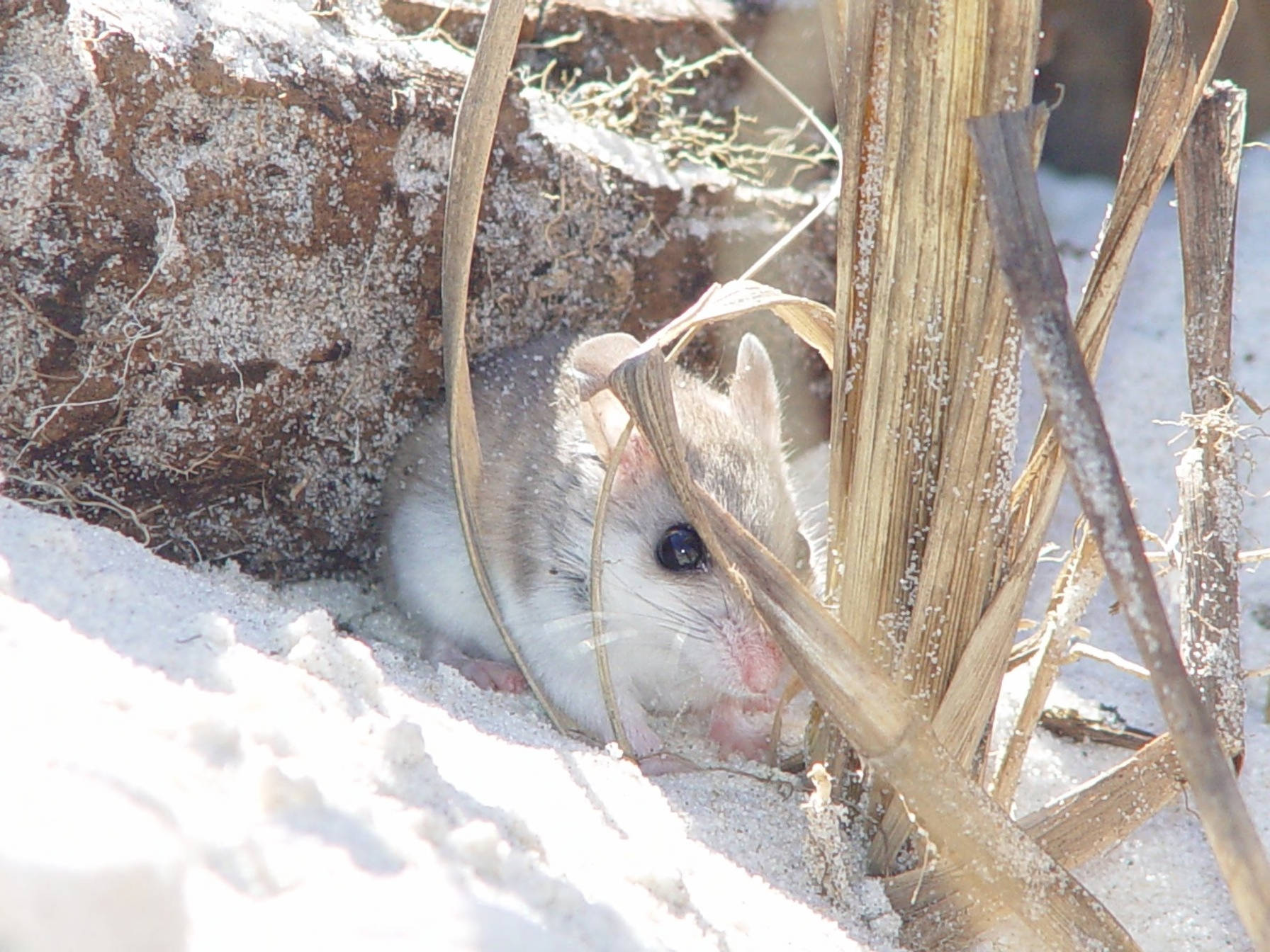